# Iraki invázió Iránban (1980)

Szaddám Huszein és Mohammad Reza Pahlavi 1975-ben, az algíri egyezmény aláírásakor

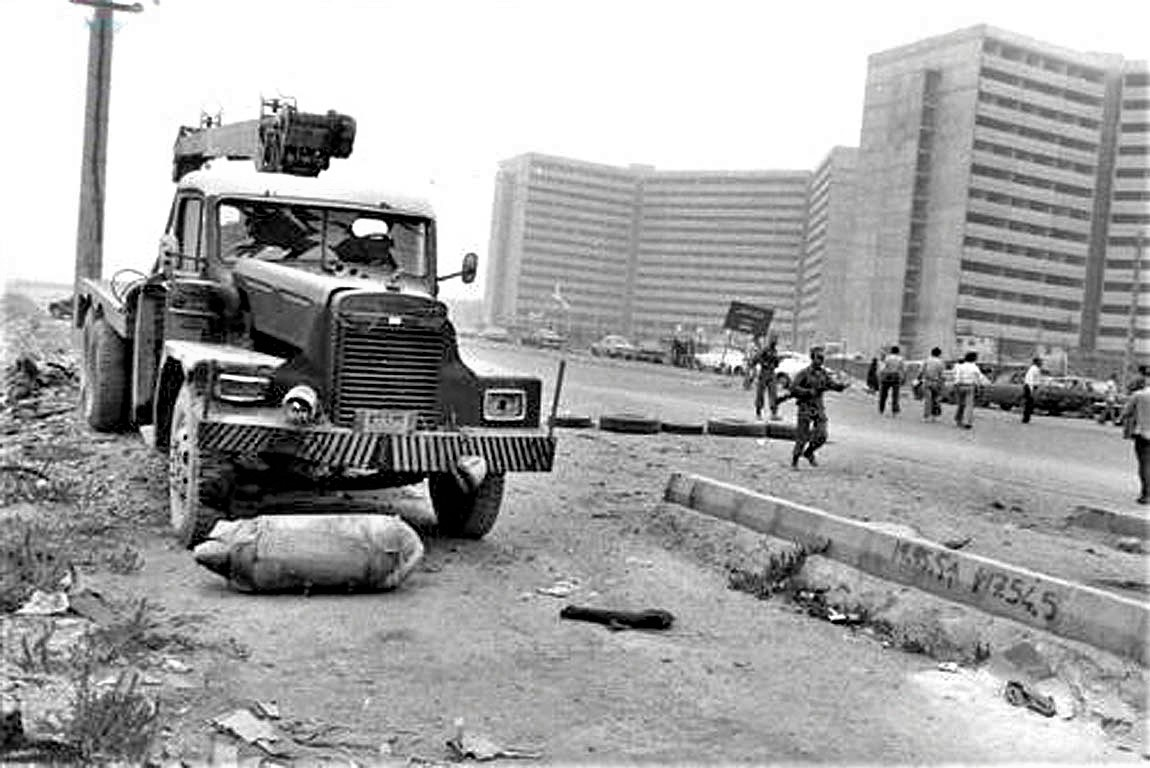
Az iraki légierő által bombázott Ekbatán városa 1980. szeptember 22-én

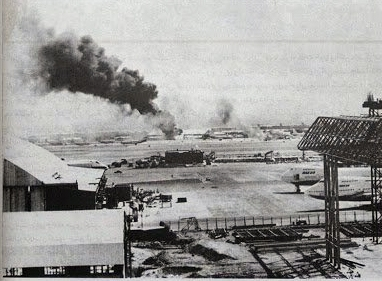
A teheráni Mehrabad légikikötő bombázása szeptember 22-én

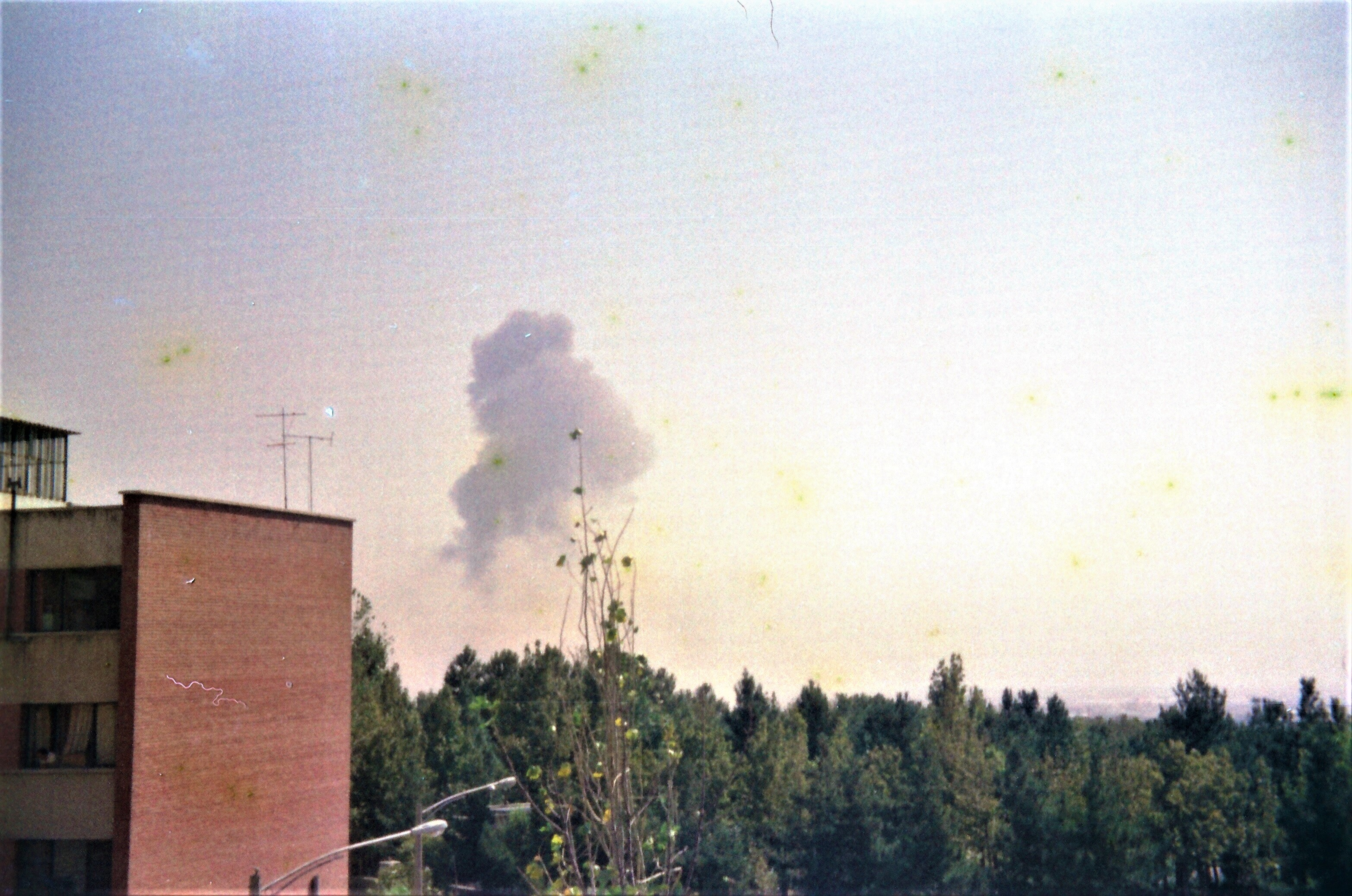
A teheráni Mehrabad légikikötő bombázása szeptember 22-én

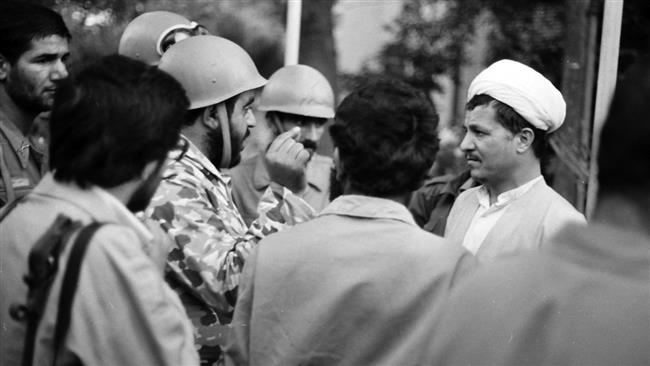
Iráni katonák és civilek az invázió elején

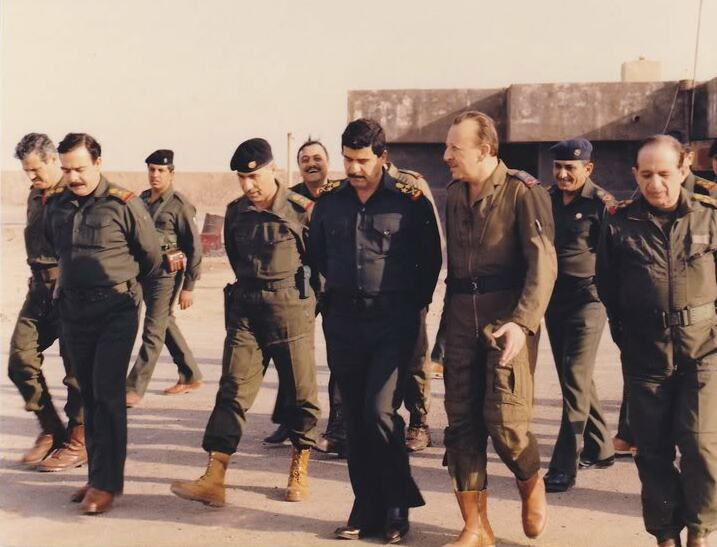
Adnan Hairallah iraki tábornok a háború idején

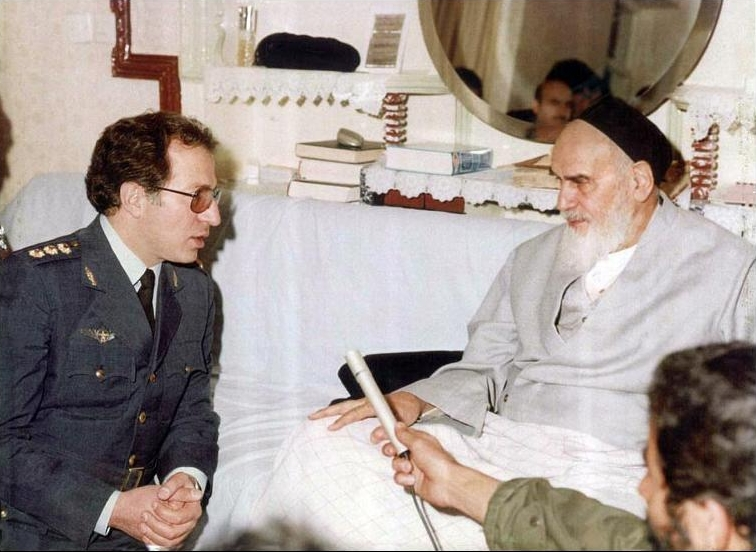
Homeini ajatollah Dzsávad Fakor őrnaggyal beszél 1981-ben

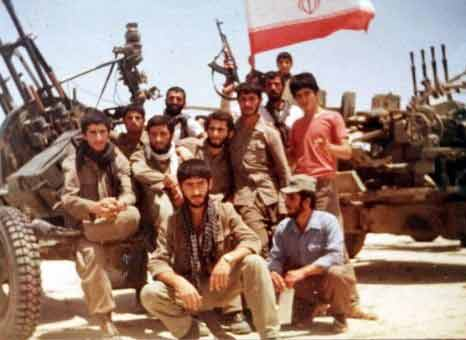
A megújult iráni katonai erők egy évvel az invázió után, 1981 szeptemberében

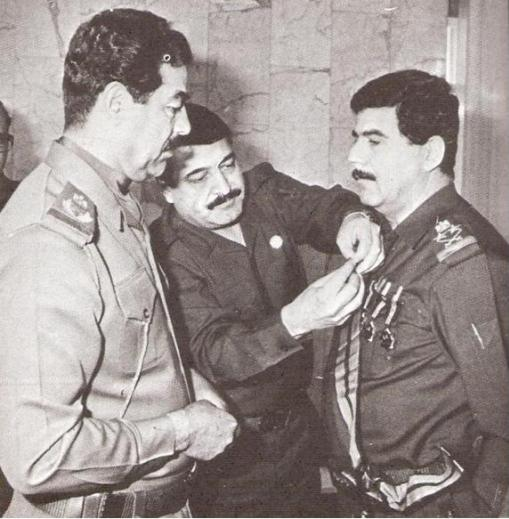
Szaddám kitünteti Hairallah tábornokot

Az Irán elleni iraki invázió a két ország közötti véres és hosszú háború nyitánya volt 1980. szeptembere és decembere között. Az iraki hadsereg szeptember 22-én hadüzenet nélkül betört Iránba és bár a támadás december 5-re megtorpant a kibontakozó iráni ellenállás nyomán, ám az iráni fegyveres erők között, az iszlám forradalom miatt kialakult káosznak köszönhetően Irak tartósan megszállta Irán területének 1%-át (mintegy 15 ezer km²-t).
A háború előtt, Mohammad Reza Pahlavi iráni sah regnálása idején az uralkodó és Szaddám Huszein diktátor megállapodást kötött 1975-ben Algírban, hogy országaik területi vitáit rendezhessék. A megállapodást azonban egyik fél sem tartotta be, mivel Irán nem adott át Iraknak két általa igényelt régiót, továbbá nem született megállapodás a Satt el-Arab folyón történő hajózásról sem. Szaddám a megállapodást a forradalmat követően felmondta és további követelésekkel lépett elő. Egyik ilyen Huzesztán délnyugat-iráni régió volt, amelynek lakossága zömében arab nemzetiségűekből tevődött össze, illetve kőolajban is rendkívül gazdag, ezért Szaddám mindenképp meg akarta szerezni azt a területet.
Az iraki hadsereg rendkívül erőteljes támadást indított Irán ellen egy 644 km-es frontszakaszon, összesen hat hadosztállyal, melyekből négy Huzesztánt rohanta le. Szaddám nagy reményeket fűzött az akcióhoz: egyrészt megszerezheti Huzesztánt és a Satt el-Arab ellenőrzését, gátat vethet az iráni fundamentalista törekvéseknek a Közel-Keleten, amelyek részben hatalma ellen is irányultak, továbbá háttérbe szoríthatja az örök rivális Iránt és az arab világon belül vezető pozíciót vívhatna ki Iraknak.
Szaddám abban bízott, hogy a huzesztáni arabokat maga mellé állíthatja, mivel a helyi arab lakosság nem egy esetben akart már elszakadni Irántól, ám az iraki inváziót a helyi arabok közömbösen fogadták. Nagyobb területet sem tudott Szaddám ellenőrzése alá vonni, mindazonáltal az iráni forradalom „exportját” az országába meghiúsította (erre, mint egyfajta „hőstettre” a diktátor később sem feledkezett el hivatkozni). 1982-ben megindult az iráni ellentámadás, amely megtisztította a megszállt területeket az iraki erőktől. Ezt követően a háború az országhatárokra koncentrálódott, a front megmerevedett, melynek eredménye egy hosszú, kimerítő, borzalmas emberi és anyagi áldozatokkal járó, ám teljesen eredménytelen csatározás lett.

## Előzmények
Irak megalakulása óta határvitákat folytatott a szomszédos Perzsiával (a későbbi Iránnal). Huszein, miután teljhatalomra tett szert országában, következetesen törekedett arra, hogy Irakból az ő vezetése alatt közel-keleti szuperhatalom váljon, s átvegye Egyiptomtől a vezető szerepet az arab országok között. Számára az iráni forradalom beláthatatlan következményekkel is járhatott volna, mivel országa jobbára síita vallású volt, addig ő és az iraki vezetők szunniták voltak, akik támogatták a szekularizációt és a pánarab nacionalizmust.
A forradalom alatt Irán katonailag meggyengült, mivel a hadserege a harcok és a morális összeomlás miatt szétesett. Az új kormány pedig nem tudott megoldani egy sor másik égető problémát sem, így az aggasztó gazdasági hanyatlást, amely már a sah uralma idején megindult. Iránt továbbá a külföldi országok szankcióval sújtották, többek között befagyasztották Irán külföldi számláit, amely tovább gyengítette a katasztrófahelyzetben álló országot.
Irak 1975 óta jelentős összegeket fordított hadserege fejlesztésére, ahogy Irán is tette. Szaddám szovjet és francia haditechnikával szerelte fel katonaságát. 1973 és 1980 között az iraki hadsereg 1600 harckocsira és páncélosra, valamint 200 szovjet vadászrepülőre tett szert. Az iraki hadsereg létszáma 1980-ra elérte a 242 ezer főt, amely a második legnagyobb haderő volt az arab világon belül Egyiptom után. Eddigre már 2350 harckocsival és 340 vadászgéppel is bírt. 1979 és 1980 között újabb olajárrobbanás történt a nemzetközi piacon, amelyből Irak nagy hasznot húzott és újabb 33 milliárd dollárt tudott fordítani egyebek mellett katonai kiadások fedezésére.
Az Irántól megszerezni szándékozott területekkel Szaddám Iraki kőolajkitermelési kapacitásának növelését is várta, amellyel Irak akár gazdasági nagyhatalommá is válhatna. A legfőbb cél ezért a gazdag huzesztáni kőolajmezők megszerzése volt. A támadás ideológiáját segítette megalapozni Huzesztán arab lakossága, amelynek „felszabadítójaként” az iraki diktátor lépett elő (a perzsa-arab etnikai ellentétek egyébként a mai napig fennállnak).
Kuvait és Szaúd-Arábia, amelyek addig ellenségesen viszonyult Irakhoz, megrettentek Homeini ajatollahtól, s joggal tartottak attól, hogy országuk is hasonló sorsra jut, mint Irán. A szaúdi és a kuvaiti kormány buzdította következésképp Huszeint az Irán elleni háborúra, ezért pénzzel, önkéntesekkel, fegyverekkel és logisztikával segítették az irakiakat. Elmenekült irániak is agitáltak Bagdadban az invázió mellett, győzködve Szaddámot, hogy az új politikai berendezkedés Iránban még mindig gyenge, az országban pedig káosz uralkodik, ami miatt sürgősen közbe kell lépni. Husszein az invázió előtt, augusztusban látogatást tett Szaúd-Arábiában, ahol a biztosították arról, hogy támogatják az Irán elleni támadást.
Az invázió kezdetét megelőzően Huszein már megkezdte az ideológia alapozást, így gyakran beszélt Perzsia arab meghódításáról és a 636. évi kádiszíjai csatáról, amely lehetővé tette az iszlám elterjedését az országban. Szaddám soviniszta hangvétellel beszélt a perzsákról, s úgy vélekedett, hogy az iráni forradalom az arab nemzet ellen irányul, mert meg akarják torolni a kádiszíjai vereséget. A háborút utóbb úgy kezdték aztán emlegetni, mint Szaddám Kádiszíjáát. Homeini ajatollah is a vallási okokon túl erőteljesen kiemelte a háború alatt, hogy Irán nemzeti megmaradásáért harcol az arabok ellen. Hazafias hozzáállásával fellelkesített sokakat, akik hazájuk védelmében és nem kimondottan az iszlám vallásért harcoltak Irak és arab szövetségesei ellen.
Az iszlám forradalmat követően iraki Baasz-ellenes csoportok zavargásokat okoztak a síita területeken. Szaddám úgy vélte, hogy a zavargásokat a forradalom inspirálta és az iráni kormány szította. 1980. március 10-én kiutasították Irán iraki nagykövetét az országból. Irán hasonló lépéssel válaszolt, továbbá megszakított minden diplomáciai kapcsolatot Irakkal.
Az Iszlám Dawa Pártot, a síiták frakcióját Irakban március végén törvényen kívül helyezték, melyre válaszul síita fegyveresek áprilisban 20 baaszista tisztviselőt gyilkoltak meg és sikertelen merényletet hajtottak végre Tárik Aziz miniszterelnökhelyettes ellen (utóbbi merénylet során 11 diák is meghalt). Három nappal később, amikor a diákáldozatok temetésére került volna sor, a temetési menet ellen hajtottak végre bombamerényletet. Szintén megpróbálták megölni Latif Násszif Dzsászim kommunikációsügyi minisztert, ám ő is túlélte a támadást.
Szaddám megtorlása nem maradt el az ügyben: kivégeztette az iraki síita ajatollahot, Muhammad Bakír el-Szadrtot, a Dawa ideológusát és húgát Aminát. Olyan hírek terjedtek el, hogy megölésük előtt Aminát megerőszakolták volna, az ajatollahot pedig megkínozták és megszégyenítették. De már maga az ajatollah kivégzése nemcsak az iraki síitákban és Iránban, de az egész iszlám világban is hatalmas felháborodást keltett.
Májustól fegyveres incidensek robbantak ki az iraki–iráni határon. Iránban ugyanakkor a politikai vezetők (különösen Homeini) rendkívül kardcsörtető retorikát folytattak Irak ellen, de az iraki katonai hírszerzés Szaddámnak arról számolt be, hogy Irán katonailag gyenge és nem lenne képes egy Irak elleni támadásra. Ugyanezen jelentések úgy vélték továbbá, hogy Irán saját határait sem tudná megvédeni. A folyamat szeptemberben gyors eszkalációnak indult, amikor is még mindig zajlottak a határmenti csetepaték. A hírszerzés a legújabb jelentése szerint Irán ekkor sem készült támadásra, viszont már felkészült egy Irak felől jövő esetleges akció elleni védekezésre.
Irakban időközben 70 ezer olyan személy ingatlanját sajátították ki, akiket iráni származásúnak tartottak, kutasítva őket az ország területéről, ám valójában arab nemzetiségű és anyanyelvű iraki síiták voltak, akik nem rendelkeztek még csak családi kapcsolatokkal sem Iránban. Ez nemcsak az iraki-iráni feszültség további elmérgesedését hozta, hanem a belső konfliktusokat is növelte Irakban.
Iráni Kurdisztánban és Huzesztánban etnikai villongások törtek ki. Az iraki kormány a huzesztáni arab milíciákat uszította az új kormány ellen, akik összecsaptak az iszlám Forradlami Gárdával. A harcokban legalább 100-an haltak meg. Időnként Irak az iráni kurd szeparatistákat is támogatta, míg saját észak-iraki kurd lakosságát elnyomta és a háború alatt, egy lázadást követően népirtást is elkövetett ellenük (Anfal hadművelet, halabdzsai mészárlás). Iraki bujtogatásra huzesztáni arab fegyveresek egy csoportja megtámadta az iráni nagykövetséget Londonban és túszul ejtették a személyzetet. A túszdrámának brit különleges légideszantosok vetettek véget. Egy 2014-es kutatás szerint a támadókat Irak toborozta és képezte ki.
Szaddám vezérkara eleinte abban bízott, hogy akciójával ellenforradalmat idézhet elő Iránban, csakhogy az arab támadás miatt az ország lakossága, a kezdeti vereségek ellenére nemhogy nem fordult a forradalmi kormány ellen, hanem felocsúdott a káoszból és kiállt a nemzet védelme mellett. Nem sikerült továbbá a huzesztáni arabokat sem Irak mellé állítani.

## Határincidensek
A májusban kezdődő határ menti összecsapások intenzitása szeptemberre iraki részről megnőtt. Az iraki hadsereg egyre több és nagyobb mértékű bombázást hajtott végre, valamint mélyebben benyomult iráni területre. Teljes páncéloshadosztályok bevetésével az irakiak három enklávét foglaltak el a térségben, melyre válaszul Irán határmenti iraki városokat és katonai állásokat bombázott. Ezen csatározások azonban nem hoztak egyik fél számára sem eredményt.
Szaddám szeptember 10-én bejelentette, hogy hadserege „felszabadította” az Irán által uralt vitatott hovatartozású területeket, a valóságban viszont ezek a területek csak 21-én kerültek teljesen iraki ellenőrzés alá, egy nappal az invázió megindulása előtt.
Szeptember 17-i beszédében Szaddám kijelentette, hogy Irán az elmúlt időszakban kirívóan sokszor sértette meg Irak szuverenitását, amellyel semmissé tette az 1975-ös algíri megállapodás a két ország között. Vissza kell következésképp állítani Szaddám szerint állítani a Satt el-Arab feletti iraki ellenőrzést, ugyanakkor hozzátette, hogy nem akar háborút Irán ellen. Ezzel szemben már másnap, szeptember 18-án előkészítő támadásokat indítottak az iraki erők az iráni határállomások ellen, amellyel a készülő invázió útját biztosították főleg Fakkeh és Bosztán városoknál, Huzesztán irányába. A támadásokat a gyenge iráni védelem nem tudta visszaverni, ami még magabiztosabbá tette Szaddámot a gyors és elsöprő győzelmet illetően.

## Az invázió
Szeptember 22-én az iraki légierő megelőző légicsapásokba kezdett tíz iráni repülőtér ellen, hogy még a földön semmisítse meg az iráni vadászgépeket (a módszert az izraelieknél figyelték meg a hatnapos háború idején). A támadás viszont nem érte el a célját, mert csak kisebb károkat okozott az iráni légibázisok infrastruktúrájában és csak néhány vadászgép pusztult el. Csupán néhány MiG, Tu–22-es és Szu–22-es repülőgépet sikerült megsemmisíteni, továbbá egy iraki MiG-23-as a teheráni repülőtéren okozott kisebb kárt néhány gép lebombázásával.
A következő nap, szeptember 23-án a mintegy 644 km hosszú szakaszon három egyidejű támadást intézett az iraki hadsereg Irán ellen. Négy hadosztály Huzesztánt támadta, hogy elvágják Iránt a Satt el-Arabtól, míg Huzesztánt pedig Irán többi részétől. Két további hadosztály az északi és a középső határvidéken tört be Iránba.
Északon az irakiak Szulejmánijja mellett erős védelmi pozíció kialakítására törekedtek, hogy megvédjék a kirkuki olajfinomítót egy esetleges iráni támadástól. A középső frontszakaszon az iraki hadsereg elfoglalta Mehránt és a Zagrosz-hegység lábánál fekvő Bagdad–Teherán útvonalat biztosították Kaszre-Sirin mellett.
A Huzesztánt megszálló négy iraki hadosztályból két gépesített és egy páncélos hadosztály Irán déli végében megkezdte Ábádán és Horramsár stratégiailag fontos kikötővárosok ostromát. A többi katonai erő Horramsár, Ahváz, Szuszángird és Muszeján környékét biztosította.
A várakozásokkal ellentétben a huzesztáni arabok nem lázadtak fel, többségük hű maradt az iráni kormányhoz és csak igen kevés fegyveres csatlakozott az iraki haderőhöz. Az iraki hadsereg katonáinak motiváltsága is némiképp gyenge volt, ugyanis nem lelkesedtek a háborúért. Az iraki haderő vélhetően már ekkor vetett be vegyi fegyvert Szuszángird környékén az irániak ellen.
Horramsár ostroma szeptember 22-től november 10-ig tartott, amely igen véres volt: mindkét oldalon összesen 7000 halottal járt. A várost előbb az iraki légierő bombázta, majd pedig szárazföldi alakulatok félhold alakzatban nyomultak előre a városban. Az ostromot az iráni légierő ellentámadásai és a Forradalmi Gárda elszánt küzdelme lassították, utóbbiak még Molotov-koktélokat is bevetettek a támadók ellen. A környező mocsarakból levezetett vízzel a védők elárasztották a város környékét, ezzel egyfajta kezdetleges vizes árkot alakítottak ki. Az irakiak csak egy keskeny földsávot tudtak használni a város belső részébe történő benyomuláshoz. A hadvezetés rossz működését mutatja iraki részről, hogy a tankok sokszor gyalogsági támogatás nélkül indultak rohamra, ami megkönnyítette az iráni páncéltörők munkáját, akik így sok tankot könnyedén kilőhettek.
Horramsár külvárosai csak szeptember 30-án kerültek iraki kézre, ám ezt követően a belvárosban ádáz, házról házra folyó öldöklő közelharc vette kezdetét. A belvárosi részek csak október 14-én estek el, a megmaradt területekért pedig újabb véres és kimerítő küzdelem kezdődött, mivel az irániak egyetlen utcát sem adtak fel harc nélkül.
A város javarészt iraki ellenőrzés alá került október 24-én. Az iráni csapatokat a Kárun folyón át evakuálták a városból, ám néhány katona a Horramsárban maradt és még november 10-ig harcolt az irakiak ellen.

## Az iráni légierő válaszcsapásai
Bár az iraki támadás a meglepetés erejével hatott az irániakra, ám mivel a légierő nem szenvedett el súlyos veszteségeket, így az iráni ellenállás sem tört meg. Sőt, már szeptember 23-án a Kámán 99 fedőnevű hadművelet keretében ellentámadásba mentek át az iráni harci gépek. Az iráni F–4 Phantom II-ek és F–5 Tiger II-ek Irakban bombázták az olajfinomítókat, olajkutakat, gátakat, a moszuli légibázist, Bagdadot és a kirkuki olajfinomítót.
Az iráni ellentámadás nagy meglepetést okozott Iraknak, továbbá komoly veszteségeket is, ezáltal pedig a gazdaságban is zavar komoly zavar lépett fel.
AH–1 Cobra típusú helikopterekkel az irániak támadták az előre nyomuló iraki szárazföldi erőket és az iraki F–4 Phantomokat, ennek ellenére csak hátráltatni tudták az inváziót, noha számos páncélost sikerült kilőniük. Iráni F–14 Tomcat elfogó vadászgépek AIM–54 Phoenix típusú rakétákkal visszaverték az iraki légierő támadásait és több szovjet típusú iraki vadászrepülőt lőttek le.
A szárazföldi csapatok ellentámadása azonban nem volt összehangolt: külön-külön harcoltak az iraki megszállókkal a Forradalmi Gárda, az iráni hadsereg, a rendőri erők és az iszlamista önkéntesek egységei.
Szeptember 24-én az iráni flotta megtámadta Baszrát és megsemmisített az Al-Faw kikötő közelében két olajterminált, ami lecsökkentette Irak olajexportképességét. Az irakiaknak későbbiekben kuvaiti kikötőket kellett használniuk, mert a háború gyakorlatilag teljesen megbénította Baszrát.
Az iráni erők, különösképpen a Forradalmi Gárda egységei bevették magukat a kisebb városokba is, ahol tovább védekeztek az irakiak ellen.
Szeptember 30-án az iráni légierő megindította a Lángoló kard fedőnevű hadműveletet, amelynek során súlyosan megrongálták az iraki Osirak atomreaktort Bagdad mellett. Október 1-jéig az iraki fővárost nyolc iráni légitámadás érte, válaszul az iraki légierő iráni célpontokat bombázott.

## A háború folytatódik
Annak ellenére, hogy az iraki villámháború nem hozott gyors győzelmet és az iráni haderő képes volt ellenállni, Irán még továbbra sem volt erős katonailag, hogy hosszabb távon szembe szálljon Szaddám Huszeinnal. Az iraki invázió viszont serkentőleg hatott az iráni népre, hisz az országot külső támadás érte, egy más nyelvű és más nemzetiségű, azonkívül ősellenség nép részéről.
Az irániak tömegesen jelentkeztek katonai szolgálatra és novemberre a kormány 200 ezer újoncot küldött a frontra, amelyek viszont továbbra is szervezetlenek voltak. Horramsár eleste ugyanakkor nem volt hiábavaló, ugyanis késleltette az iraki előre nyomulást és segítette az irániak újra szerveződését. Szaddám novemberben utasította erőit, hogy foglalják el Dezful és Ahváz városát, ám az offenzívában résztvevő iraki seregek nagy veszteségeket szenvedtek az iráni milíciák és a légierő ellentámadásaitól. Az iráni vadászgépek megsemmisítették az iraki hadsereg ellátóraktárjait üzemanyagutánpótlását, valamint légi ostrom alatt tartotta Irakot.
A hadi kiadások fedezésére, amely egyéb forrásból a szankciók miatt nem volt lehetséges, Irán feketepiaci kereskedelembe kezdett kőolajjal, elektronikai berendezésekkel és pótalkatrészekkel.
November 28-án egy nagyszabású kombinált légi-tengeri támadás indult iráni részről Gyöngy fedőnéven, amely megsemmisítette az iraki haditengerészet 80%-át és a dél-iraki radarállomásokat is. Emiatt az Ábádánt ostromló iraki hadsereg a tenger felől nem tudta lezárni a várost, így az irániak víziúton keresztül utánpótlást juttathattak be.
November végére az iraki tartalékok kimerültek, ami ellehetetlenítette a további iraki offenzívát Irán belsejébe, ezért december 7-én Szaddám bejelentette, hogy védekezésre rendezkedik be.
Mivel az iráni hadsereg nem tudta egyből megállítani az irakiakat, ezért Iránban újabb politikai válság robbant ki, amelynek következtében Abolhaszan Baniszadrnak távoznia kellett az elnöki székből és még jobban megerősödött Homeini ajatollah hatalma. A gyors talpra állás ellenére Iránnak csak 1982 nyarára sikerült minden olyan területet visszafoglalnia, amit Szaddám még a háború elején szállt meg. Továbbá Irak ereje sem tört meg, hisz 1980 végére is mintegy 500 nyugati típusú iráni harckocsit semmisítettek meg az irakiak, s további 100 másikat fogtak el.